# Hedydipna metallica
Hedydipna metallica là một loài chim trong họ Nectariniidae.